# Prudentius von Troyes

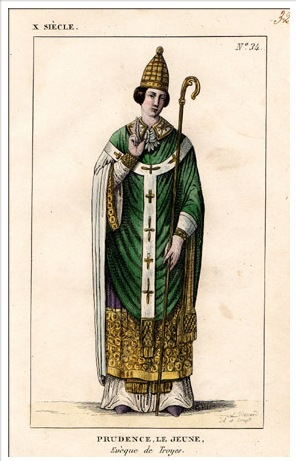
Prudentius von Troyes

Prudentius von Troyes (weltlicher Name Galindo; † 861) war Bischof von Troyes von 843 bis zu seinem Tod sowie Autor verschiedener theologischer und historiographischer Werke. In Troyes als Heiliger verehrt (Festtag 6. April), erkannten ihn die Bollandisten nicht an.

## Vita
Galindo kam aus Aragón in Spanien nach Frankreich; angeblich erhielt er eine theologische Ausbildung an der Aachener Königspfalz. Seit 836 schrieb er an den Annalen von St. Bertin im Auftrag König Ludwigs des Frommen. Im Jahr 843 (oder 847) wurde er Bischof von Troyes.
Prudentius war ein heftiger theologischer Opponent zu Hinkmar von Reims und Johannes Scotus Eriugena in Fragen der göttlichen Prädestination.

## Schriften
- De prædestinatione contra Johannem Scotum (851)
- Annales Bertiniani (835–861)
- Vita Sanctæ Mauræ Virginis

## Verehrung und Darstellung
Prudentius wird nur in der Stadt Troyes und ihrer Umgebung verehrt. Mittelalterliche Darstellungen sind unbekannt; einige wenige neuzeitliche Bildnisse zeigen ihn im Bischofsornat.